# Colegio Comercial de Islandia
El Colegio Comercial de Islandia (en islandés: Verzlunarskóli Íslands) es una escuela/gimnasio islandés. Fue fundado en 1905 y es la escuela privada más antigua de Islandia. Está ubicada en Reikiavik y tiene más de 1200 estudiantes.

## Historia
En sus primeros años la escuela tenía alrededor de 60 alumnos, pero su número fue creciendo a lo largo de los años. Sus objetivos originales cambiaron, aunque permanece la formación correspondiente a contabilidad y economía.

## Eventos

### VÍ vs MR
Un día de octubre de cada año, los estudiantes del verzló y su escuela rival MR (Menntaskólinn í Reykjavík) se reúnen en el parque "Hljómskálagarður", en las afueras de Reikiavik, donde realizan diversas actividades de juegos y competición. Estas incluyen: carreras de velocidad, fútbol, remo, ajedrez gigante (luego reemplazado con el ajedrez tradicional), screaming, juego de la soga, competencias de comer, pulseadas, car stuffing (mayor capacidad de personas dentro de un auto), y la desacreditada corrida mexicana.

## Alumnos destacados
- Björgólfur Guðmundsson
- Björgólfur Thor Björgólfsson
- Jóhanna Sigurðardóttir
- Jón Ásgeir Jóhannesson
- Vilhjálmur Þ. Vilhjálmsson
- Pétur Jóhann Sigfússon A.K.A. "The murderer"